# Gogoiu, Vrancea
Gogoiu este un sat în comuna Răcoasa din județul Vrancea, Moldova, România.